# بوليت ناردال
بوليت ناردال (بالفرنسية: Paulette Nardal) (ولدت في 12 أكتوبر وتوفيت في 16 فبراير عام 1985) كاتبة وصحفية فرنسية من أصل أفريقي وواحدة من رواد تطور الوعي الأدبي الأفريقي. كانت واحدة من المؤلفين الذين شاركوا في إطلاق نوع الزنوجة الأدبي وأطلعت من خلال ترجماتها المفكرين الفرنسيين على الأعمال التي قدمها أعضاء نهضة هارلم.
ولدت ناردال لأسرة تتبع للطبقة المتوسطة العليا في مارتينيك وأصبحت مدرّسة وأكملت دراستها في باريس. كانت أول شخص أسود يدرس في جامعة السوربون الفرنسية، وأنشأت برفقة أخواتها صالونًا أدبيًا يشارك زواره الخبرات المستمدة من الأدب الأفريقي. بصفتها مؤلفة وصحفية، نشرت ناردال أعمالًا تدعو فيها للوعي تجاه الوحدة الأفريقية وأدركت بنفسها الصعوبات التي يتشارك بها البشر نظرًا للتمييز العرقي والجنسي. بالرغم من كونها نسوية محتدمة في آرائها، إلا أنها لم تكن متطرفة، وشجعت النساء على العمل ضمن البنية التحتية الموجودة بهدف خلق تأثير سياسي.
رحلت ناردال من فرنسا مع بداية الحرب العالمية الثانية، إلا أنها أصيبت بسبب غواصة هاجمت سفينتها التي كانت على متنها، ما سبب لها إعاقة دائمة. أنشأت لدى عودتها إلى ماتينيك منظمات نسوية وجرائد تشجع بها النساء على توجيه طاقاتهن باتجاه التطور الاجتماعي. موّلت دورات لتعليم التدبير المنزلي وأسست حضانات للنساء غير القادرات على تحمل نفقات التعليم. نظرًا لفهمها المشاكل التي تواجه الشعب الكاريبي، وُظفت من قبل الأمم المتحدة للعمل كمتخصصة بالمنطقة. كانت ناردال أول امرأة أفريقية تشغل منصب شعبة الأقاليم غير المتمتعة بالحكم الذاتي في الأمم المتحدة. عملت لدى عودتها من منصبها في الأمم المتحدة إلى مارتينيك على حفظ الموسيقى التراثية لبلدها. كتبت تاريخيًا حول أنماط الموسيقى الشعبية خلال الاحتفال المئوي للتحرر من العبودية على الجزيرة واحتفلت مع كورال غنائي بالجذور الأفريقية للموسيقى المارتينية.

## حياتها المبكرة
ولدت بوليت ناردال في 12 أكتوبر من عام 1896 في جزيرة مارتينيك الفرنسية لأبويها لويز وبول ناردال. عمل أبوها كمهندس بناء تعلم مهنته في باريس، وكانت أمها معلّمة بيانو. كانت بوليت الأخت الأكبر لسبع فتيات في عائلتها التي كانت جزءًا من المجتمع الأسود المتوسط العلوي في الجزيرة. التحقت خلال سنوات دراستها بكلية كولونيال للفتيات ودرست الإنجليزية في الهند الغربية. بعد تخرجها من المدرسة الثانوية، أصبحت ناردال مدرّسة ولكنها عزمت على إكمال دراستها في باريس. في عمر الرابعة والعشرين، التحقت بجامعة السوربون لدراسة الإنجليزية، وكانت أول شخص أسود يلتحق بهذه الجامعة. أصبحت فور دخولها الجامعة جزءًا من الدائرة الفنية للنخبة الفرنسية، متأثرة بكتّاب نهضة هارلم. استضافت في صالونها الأدبي الذي أسسته برفقة أخواتها جاين وأندريه مفكرين من أفريقيا ومنطقة البحر الكاريبي والولايات المتحدة الأمريكية لمناقشة تجربتهما بكونهم سودًا مشتتين في العالم.

## سنواتها في فرنسا
بعد إكمالها دراستها في باريس، عادت ناردال للتدريس في مارتينيك لفترة قصيرة من الزمن قبل رجوعها خلال عام إلى باريس حيث بدأت عملها كصحفية، وكتبت لعدة صحف من بينها فرنسا فيما وراء البحار وبكاء الزنوج والمساء ولا ديباش أفريكان ولاحقًا في ليتوديان نوار. تضمنت كتاباتها أعمالاً أدبية ونقد وصحافة وخطابات منددة بالاستعمار، ودليلًا سياحيًا أطلقت عليه اسم «دليل المستعمرات الفرنسية» بأمر من من حكومات جزر الأنتيل الفرنسية. حتى عند كونها في مرحلة مبكرة من عمرها، كتبت عن المرأة في مجالات العمل في قصتها القصيرة «المنفى» 1929 التي تحدثت فيها عن امرأة كاريبية منفية، والنحّاتة السوداء وهي قطعة أدبية تتحدث فيها عن النحاتة الأمريكية أوغوستا سافاج. كتبت أيضًا بشكل واضح حول وعيها بشأن تضامن العرق الأسود مع بعضه، إضافة إلى المعايير المزدوجة المتبعة لتهميش النساء.
في أكتوبر من عام 1931، أنشأت صحيفة أسمتها «مراجعة حول العالم الأسود» برفقة أخواتها؛ الروائي الفرنسي لوي جان فينوت، والعالم الهايتي ليو ساجو والمترجمة والمعلمة الأمريكية من أصل أفريقي كلارا شيفارد. تضمنت أدوار ناردال في الصحيفة مساهماتها في التحرير والترجمة، إضافة لتوجيه الصحيفة نحو جمهور أكثر دعمًا للأفارقة. خلال عملها في ترجمة أعمال كتّاب نهضة هارلم. أثرت ناردال في كل من إيمي سيزير وليون داما وليوبولد سينغور، والذي عاد لهم الفضل لاحقًا في تأسيس حركة الزنوجة. وكما قالت ناردال: «كنا فقط نساء، رائدات حقيقيات، دعنا نقول إننا شققنا الطريق».      
نُشرت ستة أعداد من مجلة مراجعة العالم الأسود قبل توقف إصدارها في أبريل من عام 1932. كان مقال ناردال في العدد الأخير تحت عنوان «استيقاظ الوعي العرقي» وقيّمت تطور الوعي العرقي عند المفكرين الكاريبيين. تأثر كل من قادة حركة الزنوجة ومجموعة أخرى كانت مسماة «الدفاع المشروع» مؤلفة بشكل أساسي من راديكاليين سرياليين وشيوعيين في أفكارهم بمقال ناردال الذي بينت فيه فخرها ومعرفتها بالتاريخ المشترك للعبودية. لم تدفع نظرة ناردال الفخورة بنفسها إلى التخلي عن هويتها الفرنسية أو عن الحكم الفرنسي في المستعمرات، ولكنها فضلت بدلًا من ذلك وجود حل وسط يجمع كلتا الثقافتين الفرنسية والأفرو كاريبية. يجادل كل من مامادو باديان وشيرين ك. لويس بأن تأثيرات ناردال على العرق بدأت قبل نحو عام من نسب تأسيس فلسفة الزنوجة إلى كل من سيزار وسنغور، وخلصا إلى النساء كنّ مؤسسات الحركة وملهماتها. صرّح سينغور بمشاركة ناردال في تأسيسها «حركة الزنوج الجديدة» ضمن خطاب ألقاه في جامعة هوارد في عام 1966.
بعد توقف المجلة، بدأت ناردال عملها كسكرتيرة لغالاندو ديوف، ممثل السنغال في الجمعية الوطنية الفرنسية. شاركت بنشاط في المسيرات التي تلت الغزو الإيطالي لإثيوبيا عام 1935 ورحلت إلى السنغال في عام 1937 لحشد الناس ضد الغزو. كانت أيضًا ناشطة في المنظمات النسوية بما فيها «أد لوسيم بير كاريتاتم» والاتحاد النسائي المدني والاجتماعي خلال ثلاثينيات القرن الماضي. أجبرت ناردال على الفرار من فرنسا مع بداية الحرب العالمية الثانية عام 1939، واستقلت سفينة تبحر تحت حماية الصليب الأحمر. كسرت ناردال كلتا ركبتيها خلال محاولتها القفز إلى قارب نجاه بعد نسف السفينة قبالة الساحل الإنجليزي وتم إسعافها إلى إنجلترا إلا أنها لم تتعافَ تمامًا من إصابتها.

## العودة إلى مارتينيك
عندما تعافت ناردال بما فيه الكفاية لتصبح قادرة على السفر، عادة إلى مارتينيك. استقرت في فور دو فرانس وعملت في البداية كمدرسة لغة إنجليزية للمنشقين الراغبين في دعم الجنرال ديغول. نظرًا لتدريب المجندين الكاريبيين في جزر الهند الغربية البريطانية، كانوا ملزمين بتعلم اللغة الإنجليزية قبل تمكنهم من تلقي التدريب العسكري. عند انتهاء الحرب، بدأت في تنفيذ أفكارها حول التعليم الصناعي، معلّمة النساء أصول التدبير المنزلي لتنتشلهن من الفقر.
وقد أسست حضانات لتعليم أطفال الأمهات العاملات. عملت للوصول إلى حقها في الاقتراع، وعند حصول النساء على حقهم في التصويت عام 1944، شجعتهم ناردال على الأخذ بزمام الأمور السياسية وحل المشكلات الاجتماعية. أسست «الرابطة النسائية» في ديسمبر مستهدفة النساء المهنيات الأحرار. تأسست الجمعية بهدف التماشي مع النساء الراديكاليات المنخرطات في اتحاد نساء المارتينيك والذي يتألف بشكل أساسي من الطبقة العاملة، مع الفلسفة الشيوعية.
أسست عام 1945 مجلة بعنوان «امرأة في المدينة» بهدف تشجيع الطبقة المتوسطة للربط بين تحسين العقل من خلال الصناعة واستيقاظ وعيهم الاجتماعي.